# 죄드폼
죄드폼(프랑스어: Jeu de paume)은 프랑스에서 유래된 공과 코트를 사용하는 게임이다. 1900년 하계 올림픽 죄드폼으로 비공식 종목으로 파리올림픽에서 열렸으며 이후 정식 종목으로도 몇 번 채택되었다.

## 같이 보기
- 죄드폼 국립미술관